# Квемо Млета
Квемо Млета (груз. ქვემო მლეთა) — село в Грузії.
За даними перепису населення 2014 року в селі проживає 64 особи.